# Patzún
Patzún é uma cidade da Guatemala do departamento de Chimaltenango.